# الجبهة الشمالية (الاتحاد السوفيتي)
الجبهة الشمالية (بالروسية: Северный фронт)‏ كانت جبهة للجيش الأحمر خلال الحرب العالمية الثانية. 
تم إنشاء الجبهة الشمالية في 24 يونيو 1941 من منطقة لينينغراد العسكرية. كان هدفها الأساسي هو الدفاع عن شبه جزيرة كولا والشواطئ الشمالية لخليج فنلندا. في 23 أغسطس 1941 ، تم تقسيم قوات الجبهة إلى الجبهة الكريلية وجبهة لينينغراد. قاد اللفتنانت جنرال ماركيان م. بوبوف الجبهة لمدة ثلاثة أشهر من وجودها. 
استند هيكل القوة الرئيسية للجبهة من الجيش السابع والجيش الرابع عشر والجيوش الثالثة والعشرين وجيش لينينغراد الشعبي. وشملت القوات الأخرى أربعة فيلق من سلاح البندقية. 

منظمة الجبهة الشمالية اعتبارًا من 22 يونيو 1941

تضمنت تشكيلات الجبهة الشمالية الوحدات الفرعية التالية: 